# Ghaḍīḍ
Ghaḍīḍ (gest. 809), „die Lustvolle“, auch Ghuṣaṣ, war eine Sklavin und Konkubine des fünften Abbasiden-Kalifen Harun al-Raschid und Mutter seiner Töchter Ḥamdūna und Fatima.

## Leben
Sie war eine Favoritin des Kalifen und gehörte zu seinem innersten Zirkel. Nach dem Abbasiden-Historiker at-Tabarī (839-923) war ihr Beiname Muṣaffa, die Reine. Ghaḍīḍ scheint eine Sängersklavin gewesen zu sein; sie war eine Autorität in der Dichtkunst von Mazlumah.
Ihre beiden Töchter Fatima und Hamduna heirateten ihre Cousins Ismail und Dschafar, zwei der Söhne des vierten Abbasiden-Kalifen Musa al-Hadi.(766/767–786, reg. 785–786) gemäß eines Abkommens, das der Kalif mit seinem Bruder Harun geschlossen hatte.

## Erwähnung in der klassisch-arabischen Literatur
Ghaḍīḍ findet in der klassisch-arabischen Literatur unter anderem Erwähnung im Geschichtswerk von al-Tabari (839–923) und im Personenlexikon Die Frauen der Kalifen von Ibn al-Sa‘i (1197–1276).